# A kidobó
A kidobó (eredeti cím: The Bouncer vagy Lukas) egy 2018-as francia-belga akció-thriller, melyet Julien Leclercq rendezett. A főszereplők Jean-Claude Van Damme, Sveva Alviti és Sami Bouajila.
Az Amerikai Egyesült Államokban 2019. január 11-én mutatták be, Magyarországon DVD-n jelent meg szinkronizálva 2019 decemberében.

## Cselekmény
Egy korábbi testőr, Lukas a felesége halálát követően kénytelen volt elmenekülni Dél-Afrikából. Mostanra az ő Sarah nevű lányával él szülőhazájában, Belgiumban és kidobóként keresi kenyerét egy klubban éjszakánként. Egy éjjelen Lukas kitessékel egy ismeretlen személyt a klubból, miután ő tiszteletlenül bánt az egyik pincérnővel. A férfi súlyosan megsérül, ahogy Lukasra próbál támadni. Másnap Lukast elbocsájtják munkájától, viszont a volt kollégája, Omar új munkahelyet ajánl neki, amely az egyik közeli sztriptízbárban lenne. Azonban a munka megszerzésére sok más ember is jelentkezett. Harcolniuk kell egymással, végül Lukas marad utoljára talpon, így ő kapja meg az állást.
Időközben kiderül, hogy a night klubban megsérült férfi az európai parlamenti képviselő fia volt, ezért a hatóságok a titokzatos Maxim vezetésével kivizsgálják az esetet. Lukast megkérik, hogy a klub tulajdonosa, Jan után kémkedjen és számoljon be minden gyanúsról, amit tesz, valamint dolgozzon nekik. Azonban, ha nem vállalja börtönbüntetést kap a klubban bekövetkezett esemény miatt. A hatóságok azzal is fenyegetik, hogy lányát nevelőházba küldik.
Az első feladata, hogy visszavigyen egy olasz nő, Lisát a szállodába. Tájékoztatva a hatóságokat róla, kiderül, hogy néhány évvel ezelőtt hamisítással vádolták.

## Szereplők
| Szereplő        | Színész               | Magyar hang     |
| --------------- | --------------------- | --------------- |
| Lukas           | Jean-Claude Van Damme | Jakab Csaba     |
| Lisa Zaccherini | Sveva Alviti          | Solecki Janka   |
| Maxim Zeroual   | Sami Bouajila         | Szatmári Attila |
| Sarah           | Alice Verset          | Tóth Mira       |
| Jan Dekkers     | Sam Louwyck           | Háda János      |
| Geert           | Kevin Janssens        | Bercsényi Péter |
| Omar            | Kaaris                | Törköly Levente |